# 틀라후이콜레

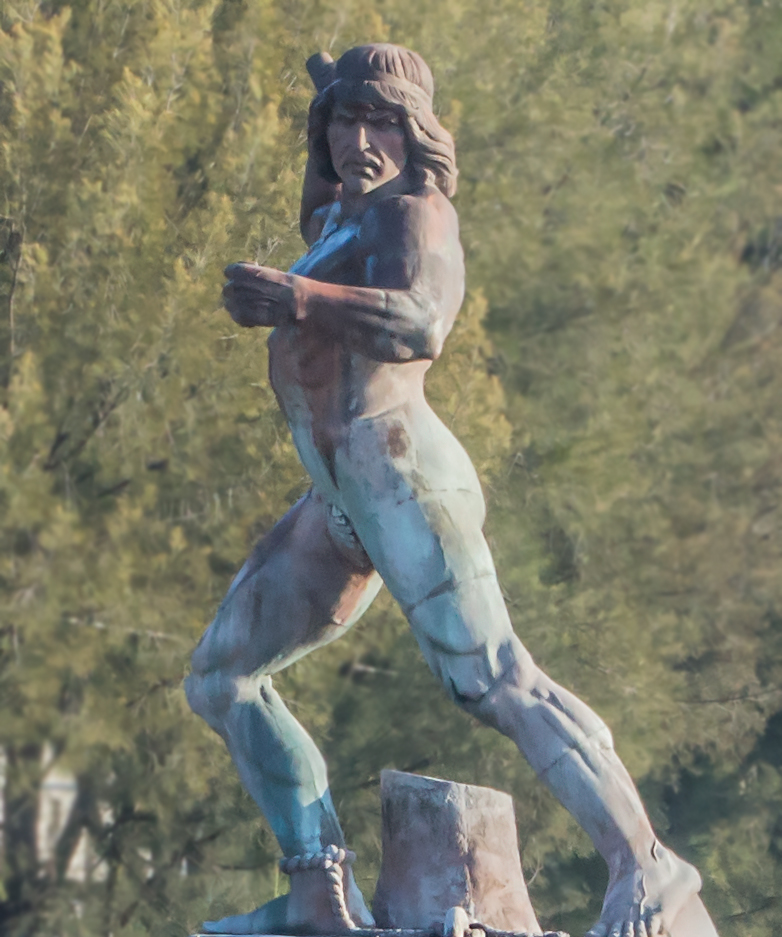
틀락스칼라주에 있는 마누엘 빌라르의 틀라위콜레 상 (1852).

틀라위콜레(Tlahuicole)는 틀라위콜리(1497년경~1518년)는 무술 실력과 윤리적 기준으로 명성이 높았던 틀락스칼라 전사였다.

## 생애
틀라위콜레는 자신의 조국에서 가장 강력한 영웅으로 여겨졌으며, 1516년에 카카마친과 익스틀릴쇼치틀 2세 지지자들 사이에서 벌어진 내전에서 틀락스칼라 군대를 지휘했다.
그는 일반 병사가 땅에서 들어 올리기조차 힘든 무거운 곤봉으로 싸웠다.
그는 계략에 의해 포로가 되어 아즈텍 수도인 멕시코-테노치티틀란으로 끌려갔지만, 그의 용기와 인품은 모테쿠소마 쇼코요친에게 깊은 인상을 주었고, 모테쿠소마는 포로를 석방하라고 명령했다. 이는 멕시코 역사상 전례 없는 일이었다. 그러나 틀라위콜레는 군주의 관대함을 이용하려 하지 않았다. 그는 모테쿠소마에게 정복당한 후 조국으로 돌아가는 것은 수치스러운 일이며, 다른 포로들과 같은 운명을 겪겠다고 주장했다. 모테쿠소마는 그의 생명을 구하고자 하는 마음에, 국경을 침범한 푸레페차족을 상대로 파견될 군대의 지휘권을 그에게 제안했다.
틀라위콜레는 다가올 전투에서 영광스러운 죽음을 맞이할 것을 바라며 모테쿠소마의 제안을 받아들였다. 그는 메시카 군대의 선두에서 탱기모로아 시(메시카인들이 틀락시말로얀이라고 불렀던 현대의 시우다드 이달고)로 진격하여 필사적으로 저항하는 푸레페차 군대를 뚫고 여러 번 격파했다. 그는 전리품을 가득 싣고 포로들의 긴 행렬을 이끌고 테노치티틀란으로 돌아왔다. 모테쿠소마는 그에게 새로운 영예를 안겨주었지만, 총사령관의 영구직을 수락하거나 고국으로 돌아가도록 설득하는 데 실패했다. 그는 전자의 경우 조국에 대한 반역이 될 것이고, 후자의 경우 그의 명예에 오점이 될 것이라고 주장하며 끊임없이 거부했다.
마침내 모테쿠소마는 그의 장군의 소망을 들어주기로 동의했고, 그를 최종 대결을 위해 검투사의 돌에 묶으라고 명령했다. 그는 평소처럼 무장했으며, 모테쿠소마와 그의 모든 궁정은 이 장면에 참석했다. 아나우악의 유명한 전사 여덟 명이 차례로 그를 공격했지만 모두 무력화되었다. 그러나 아홉 번째 전사가 그를 한 방에 기절시켰고, 그는 관례에 따라 처형되었다.

## 내용주
1. ↑  Diego Durán. 1994. The History of the Indies of New Spain. University of Oklahoma Press. Translated by Doris Heyden. p. 449
2. ↑  Graulich, Michel, F. Navarrete, and G. Olivier. "Tlahuicole: Un héroe tlaxcalteca controvertido." El héroe entre el mito y la historia (2000): 89-99. Harvard
3. ↑  Stephens, Susan A.; Vasunia, Phiroze (2010). 《Classics and national cultures》. Classical presences. Oxford New York: Oxford University Press. 169쪽. ISBN 978-0-19-921298-9.